# Gare de Torcy
Ne doit pas être confondue avec la gare de Vaires - Torcy.
La gare de Torcy est une gare ferroviaire française de la ligne A du RER d'Île-de-France, située sur le territoire de la commune de Torcy, dans le département de Seine-et-Marne, en région Île-de-France.
Elle est mise en service en 1980 par la Régie autonome des transports parisiens (RATP). C'est une gare desservie par les trains de la ligne A du RER.

## Situation ferroviaire
La gare est située au point kilométrique (PK) 47,86 de la branche « Est » du RER A, entre les gares de Lognes et de Bussy-Saint-Georges.

## Histoire

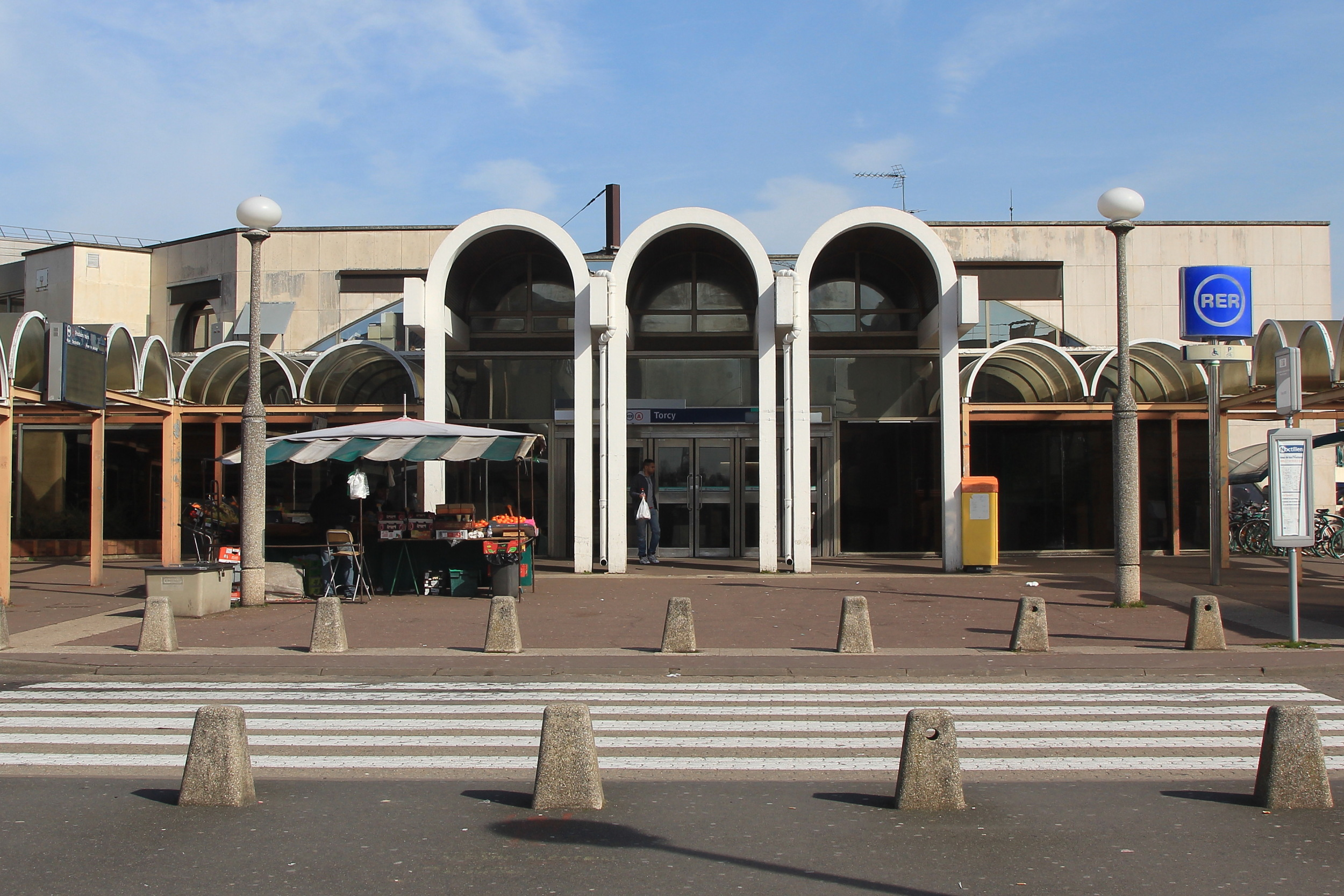
Entrée historique de la gare, avant sa rénovation en 2019-2020.

La gare ouvre le 19 décembre 1980 dans le but d'accompagner le développement de la ville nouvelle de Marne-la-Vallée, tout en desservant la commune de Torcy, qui fait partie du secteur 2 de la ville nouvelle, Val Maubuée. À l'époque, elle est l'ancien terminus de la branche A4 entre 1980 et 1992. Elle porte le nom de Torcy - Marne-la-Vallée jusqu'en 1992, année au cours de laquelle la ligne A est prolongée jusqu'à Marne-la-Vallée - Chessy, dans le but de desservir les Parcs Disneyland et d'être en correspondance avec la gare TGV de Marne-la-Vallée - Chessy.
À partir de février 2019, le bâtiment voyageurs côté Sud est rénové et agrandi, permettant l'implantation d'un commerce, l'agrandissement des locaux de gestion de la ligne A, ainsi que l'intégration de la salle de repos des conducteurs de bus. D'abord prévus pour une fin à l'automne 2020, les travaux s'achèvent finalement au quatrième trimestre 2021.
En 2021, selon les estimations de la RATP, 3 091 308 voyageurs sont entrés dans cette gare.

## Service des voyageurs

### Accueil
La gare dispose de deux accès : 
- l'accès n°1 Avenue Jean Moulin où un guichet, des automates sont à disposition, ainsi qu'un commerce de type café.
- l'accès n°2 Rue Léon Blum permet de rejoindre la rue Léon Blum, et donc le centre commercial Bay 1 - Loisirs.

Accès à la gare
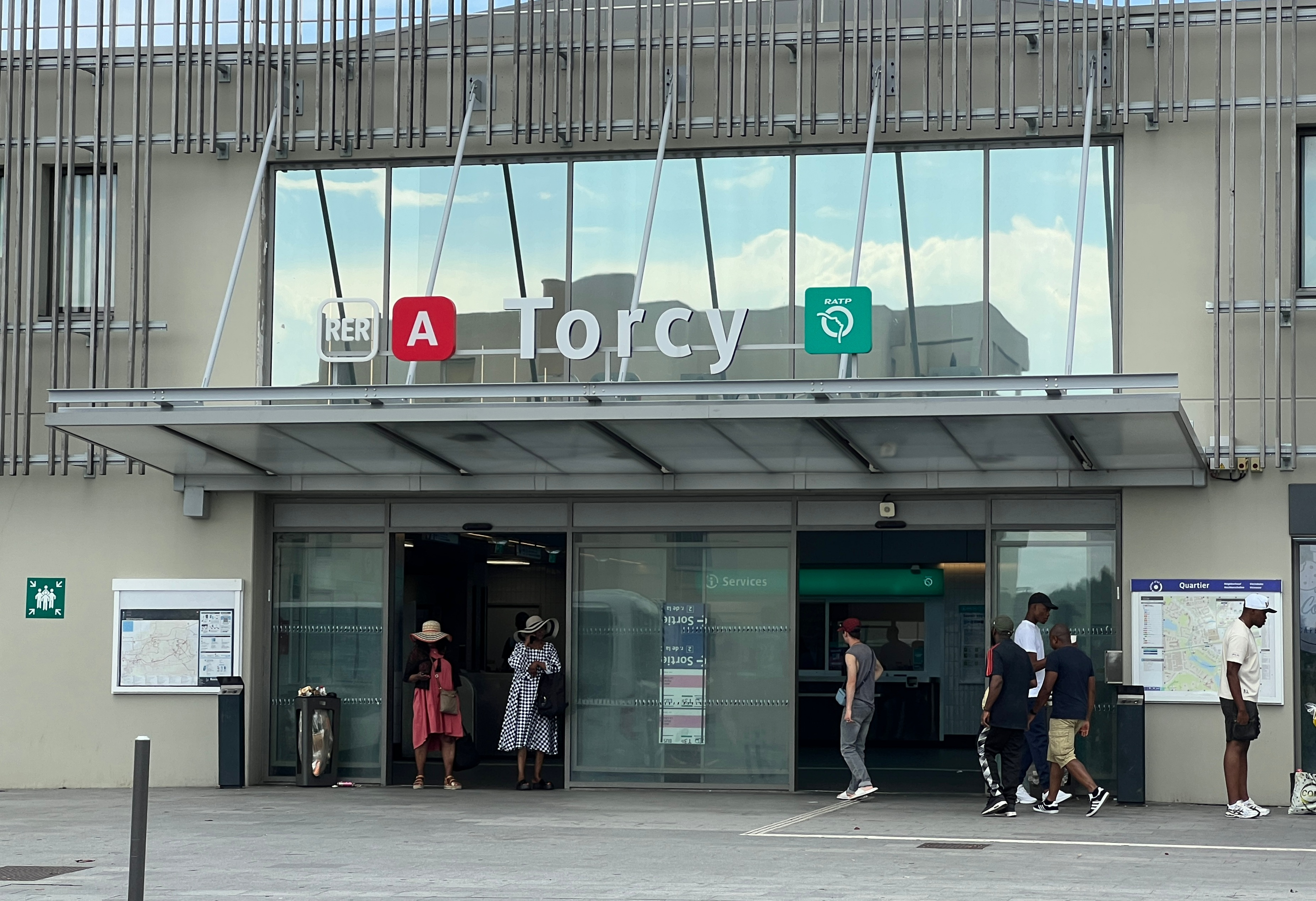
L'accès no 1 « Avenue Jean Moulin ».
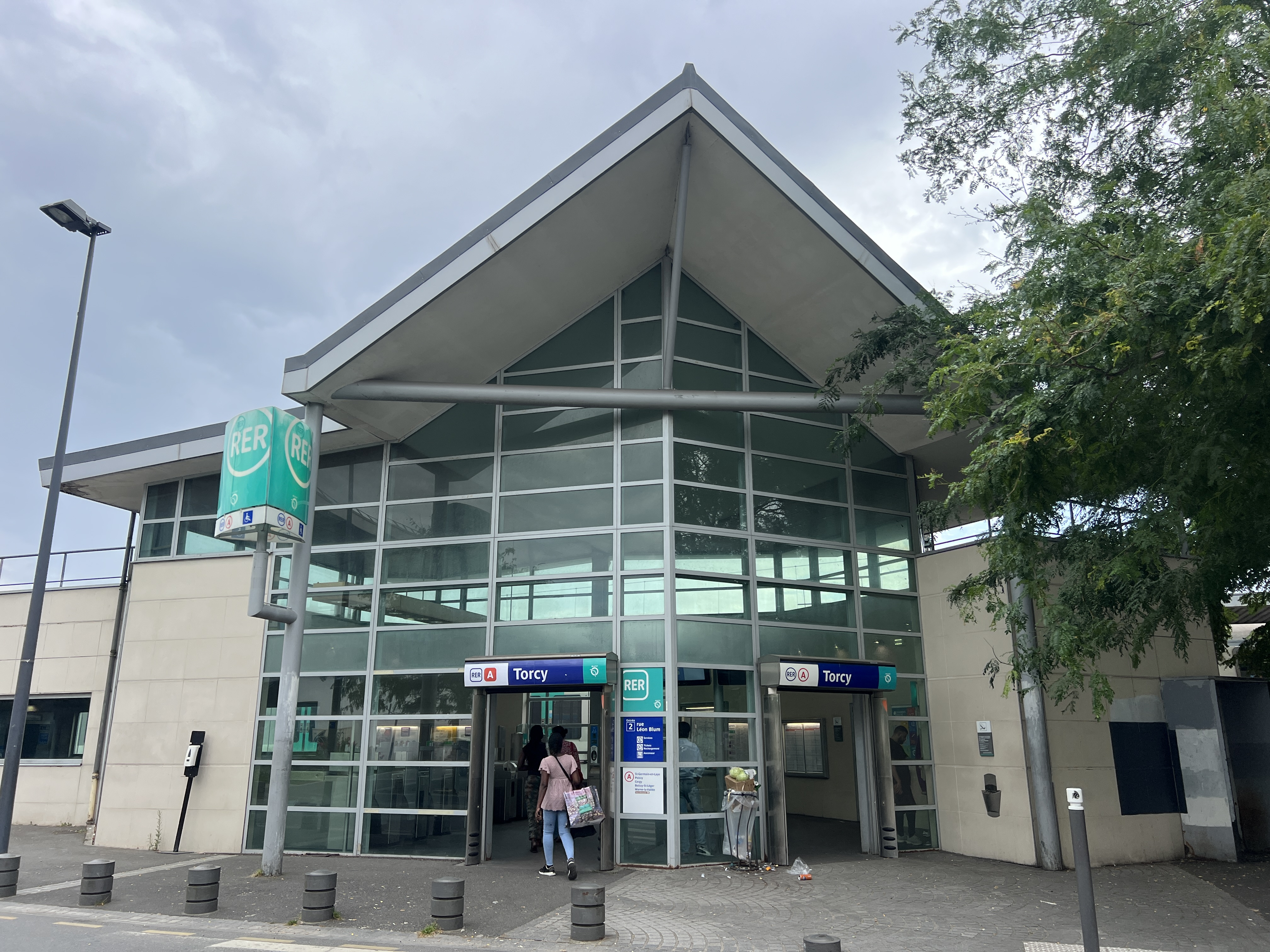
L'accès no 2 « Rue Léon Blum ».

La gare est mitoyenne de deux parkings : le parco-train d'environ 1 100 places gratuit et le dépose-minute.

### Desserte

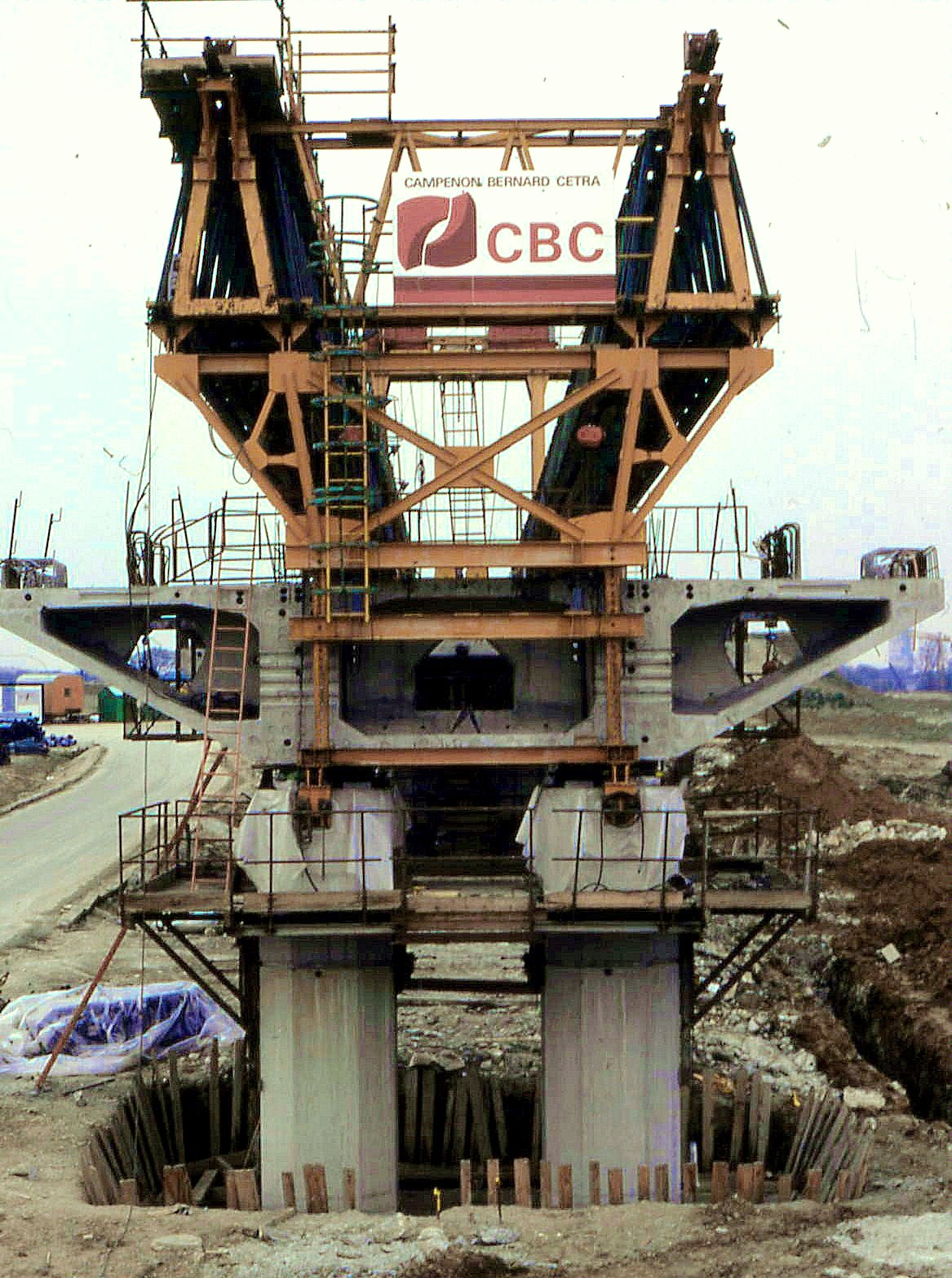
Construction du viaduc du rû de Maubuée, réunissant Lognes à Torcy en 1977.

Elle est desservie par les trains de la ligne A du RER parcourant la branche A4 ayant pour terminus Marne-la-Vallée - Chessy. Certains trains effectuent leur terminus dans cette gare. Depuis cette gare, on accède au centre de Paris, Châtelet - Les Halles en trente minutes ; au quartier d'affaires de La Défense en quarante minutes et à la gare de Marne-la-Vallée - Chessy en dix minutes.
En relation avec Paris, la gare est desservie dans chaque sens à raison de :
- 15 à 16 trains par heure aux heures de pointe du lundi au vendredi depuis le 10 décembre 2017 (dont un tiers environ y est origine/terminus)[4],[5] ;
- 9 trains par heure aux heures creuses du lundi au vendredi entre 10 h et 16 h depuis le 16 décembre 2013 (dont trois y sont origine/terminus)[4],[5] ;
- un train toutes les 10 minutes le week-end[4],[5] ;
- un train toutes les 15 minutes en soirée[4],[5].

### Intermodalité
La gare est desservie par :
- les lignes 2221, 2225, 2228, 2229 et 2290 du réseau de bus de Marne-la-Vallée ;
- la ligne 3118 du réseau de bus du Pays Briard ;
- la ligne 18 du réseau de bus Meaux et Ourcq ;
- la ligne 19 du réseau de bus Marne et Brie ;
- la ligne 100 Torcy - Créteil du réseau de bus Marne et Seine ;
- les lignes 211, 220, 321 et 421 du réseau de bus RATP ;
- les lignes N34 et N130 du réseau de bus Noctilien.

## À proximité
La gare se trouve à proximité immédiate du centre commercial Bay 1 Loisirs via la sortie 2 (rue Léon Blum), ainsi qu'à distance, le centre commercial Bay 2, la sous-préfecture de Torcy, la médiathèque de Paris Vallée de la Marne et la zone industrielle de Torcy.

## Projets
À l'avenir, selon le schéma directeur de la région Île-de-France (SDRIF), la gare de Torcy serait en correspondance avec un transport en commun en site propre (TCSP), reliant la ville nouvelle de Sénart à l'aéroport de Roissy-Charles-de-Gaulle[réf. nécessaire].

En 2011, il était prévu d’être réalisé en 2022, un allongement de la voie 3 afin de faciliter les retournement des trains terminus à Torcy supprimant ainsi l’impasse et créant un viaduc se connectant à la voie 2 direction Marne-la-Vallée. Le projet de 80 millions d’euros, aurait-pu faire gagner jusqu’à 2m30s de temps.

## Galerie de photographies

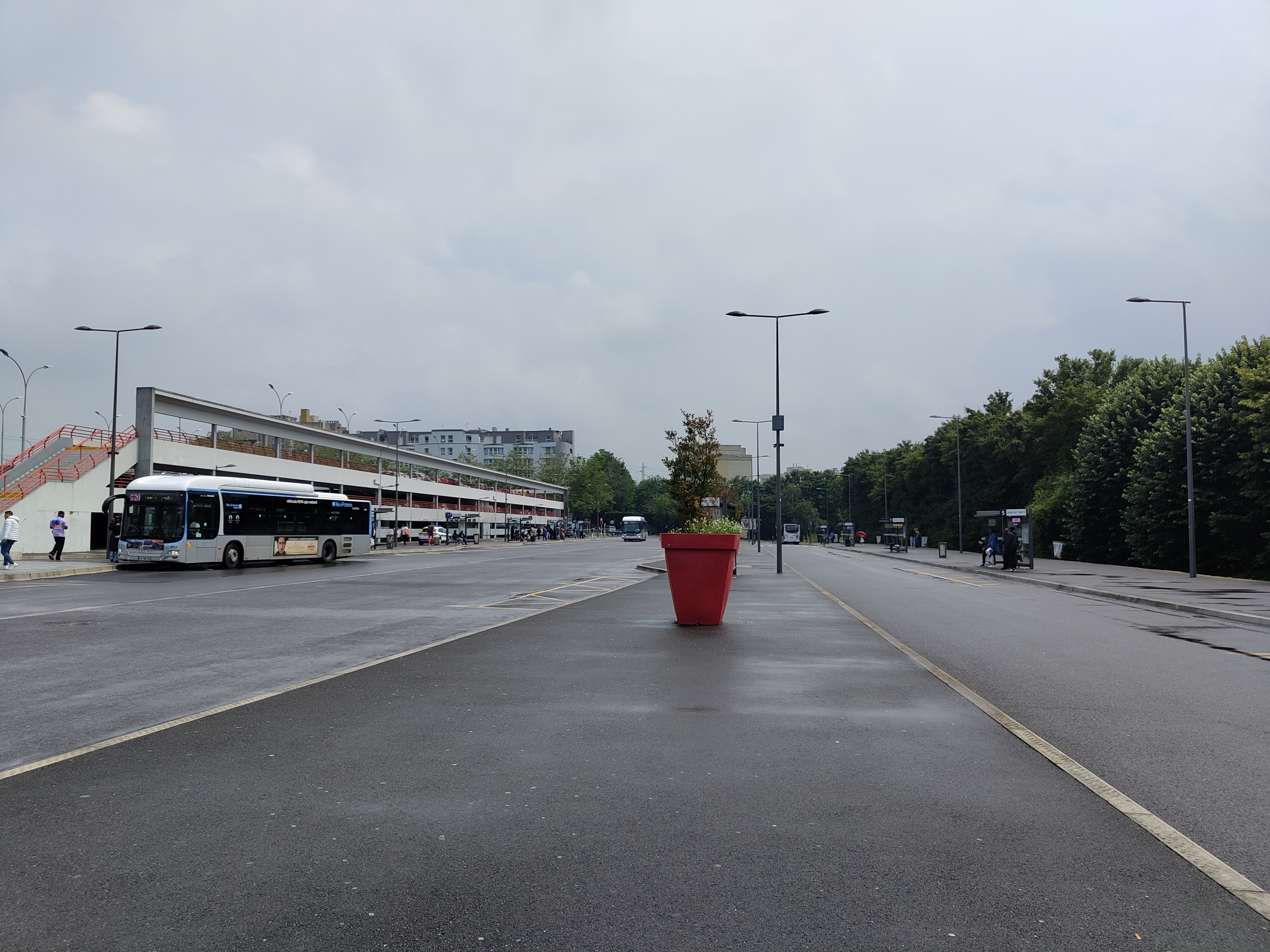
La gare routière, accolée à l'entrée sud de la gare, avec à gauche le parking-relais. Le bus 220 en provenance de la gare de Bry-sur-Marne y est stationné à son terminus.
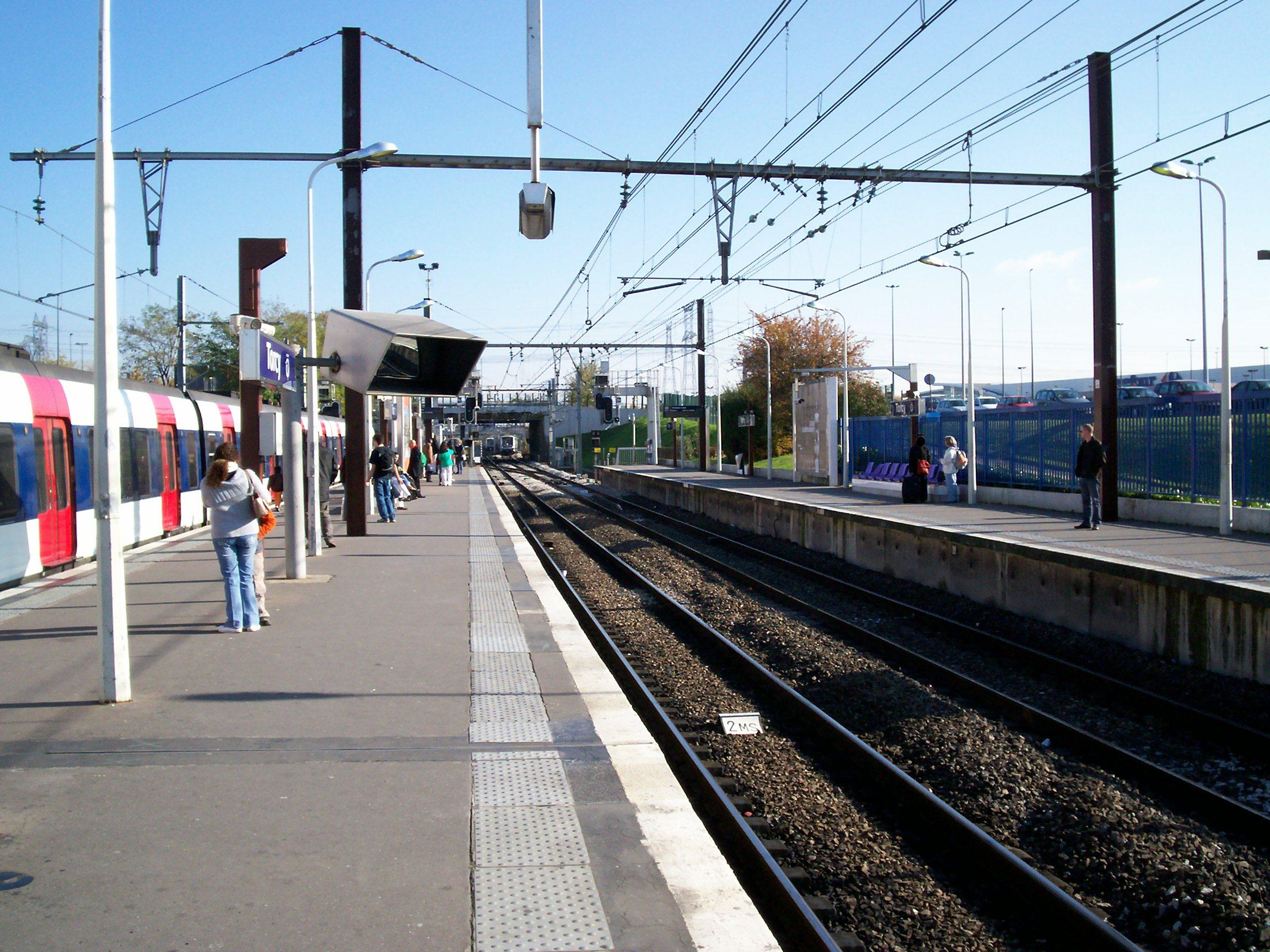
Les quais vus en direction de Chessy. À gauche, un MI 84 stationne sur la voie 3, non accessible pour les trains venant de Paris.
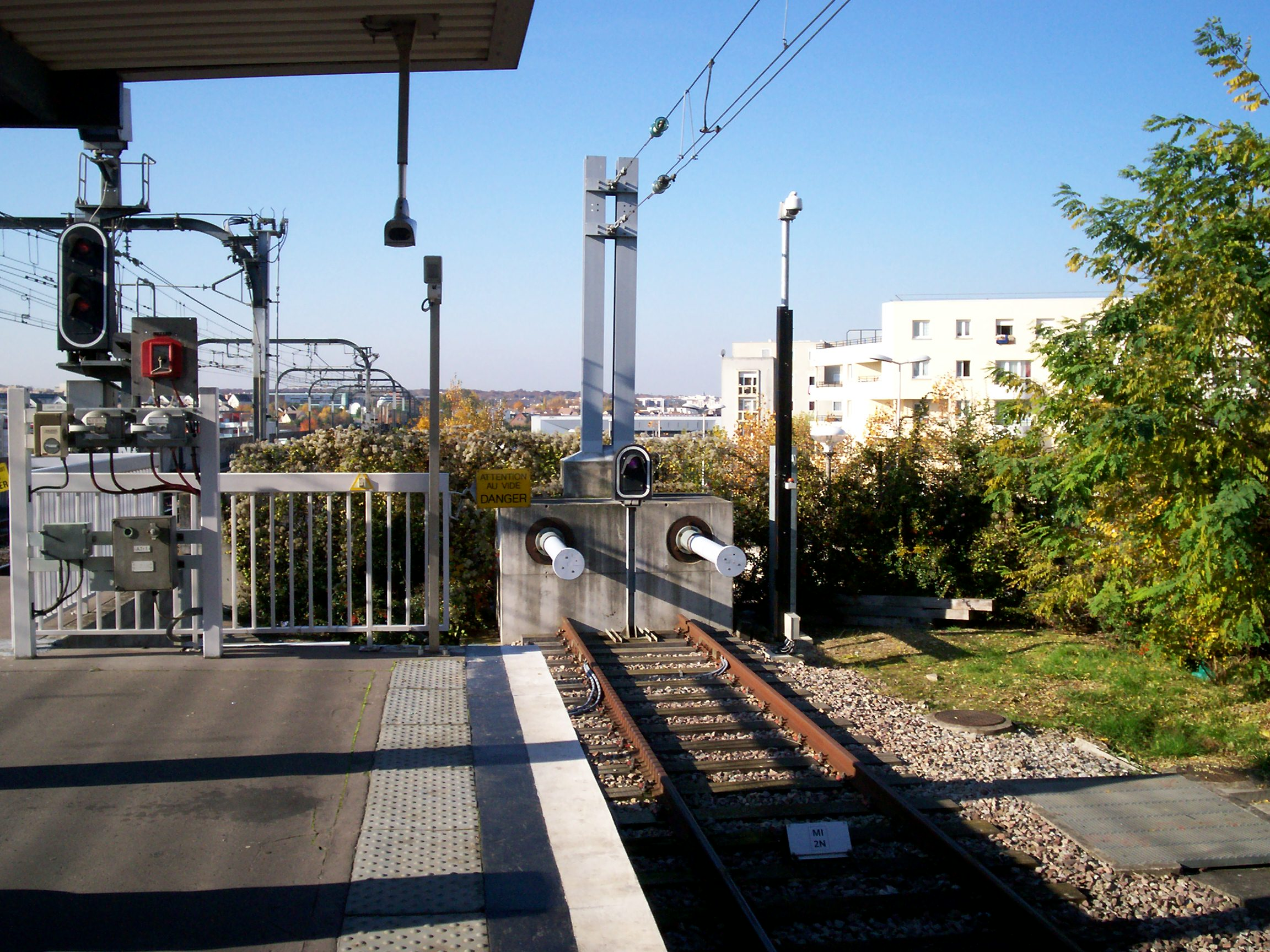
Les quais vus en direction de Paris, avec le buttoir de la voie 3.
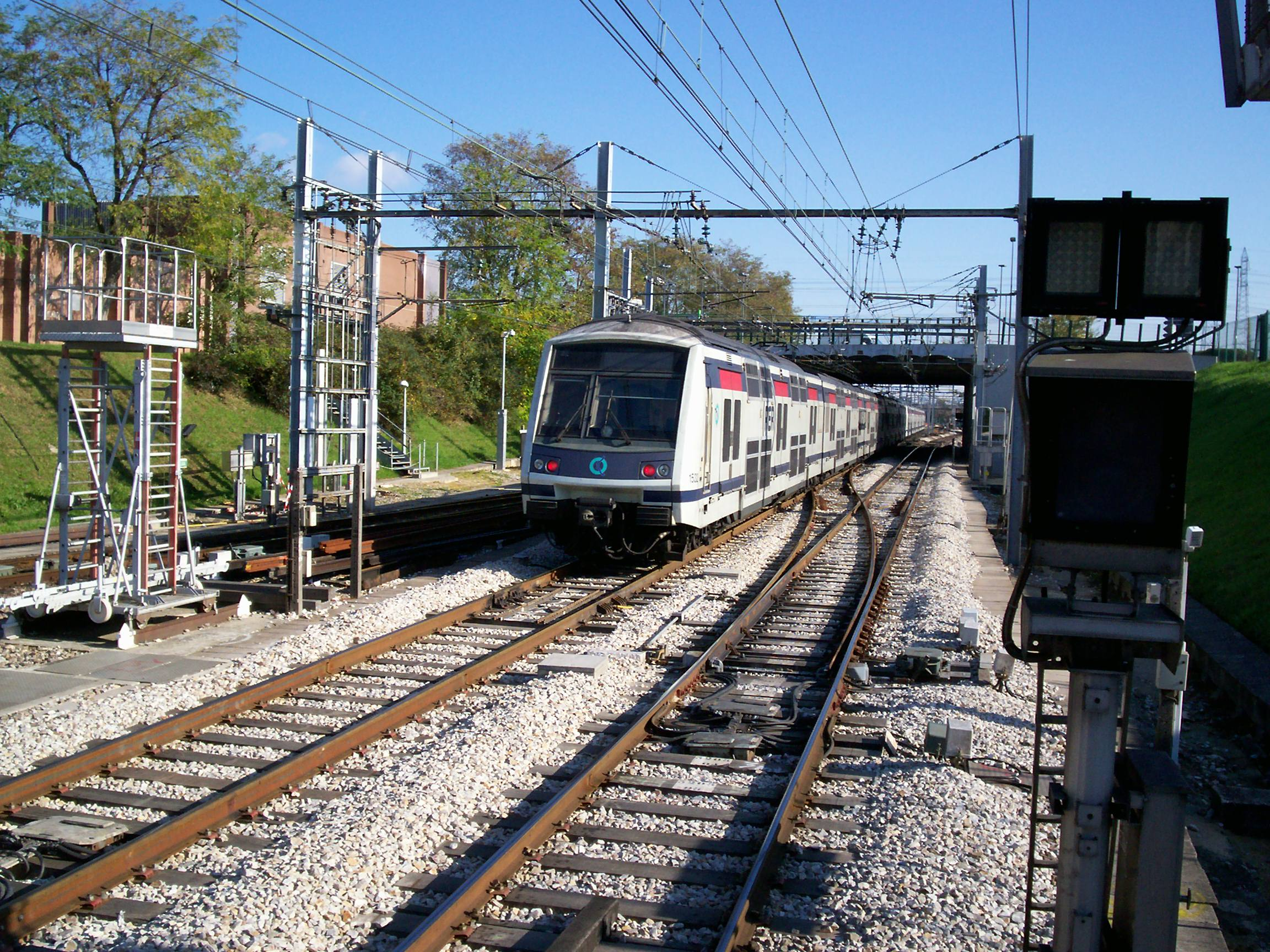
MI 2N quittant Torcy pour la direction de Marne-la-Vallée - Chessy.
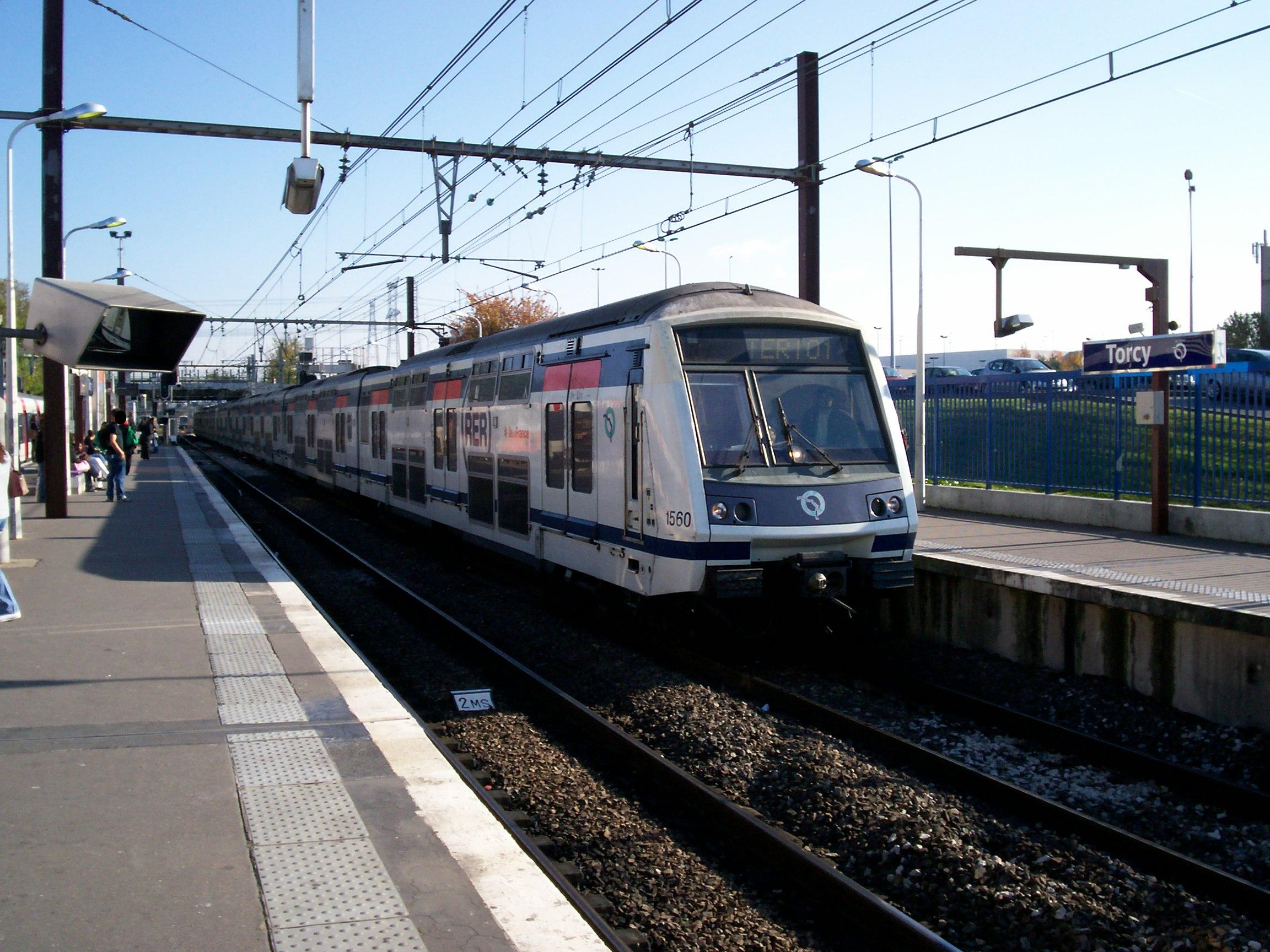
MI 2N arrivant à Torcy en direction de Poissy.
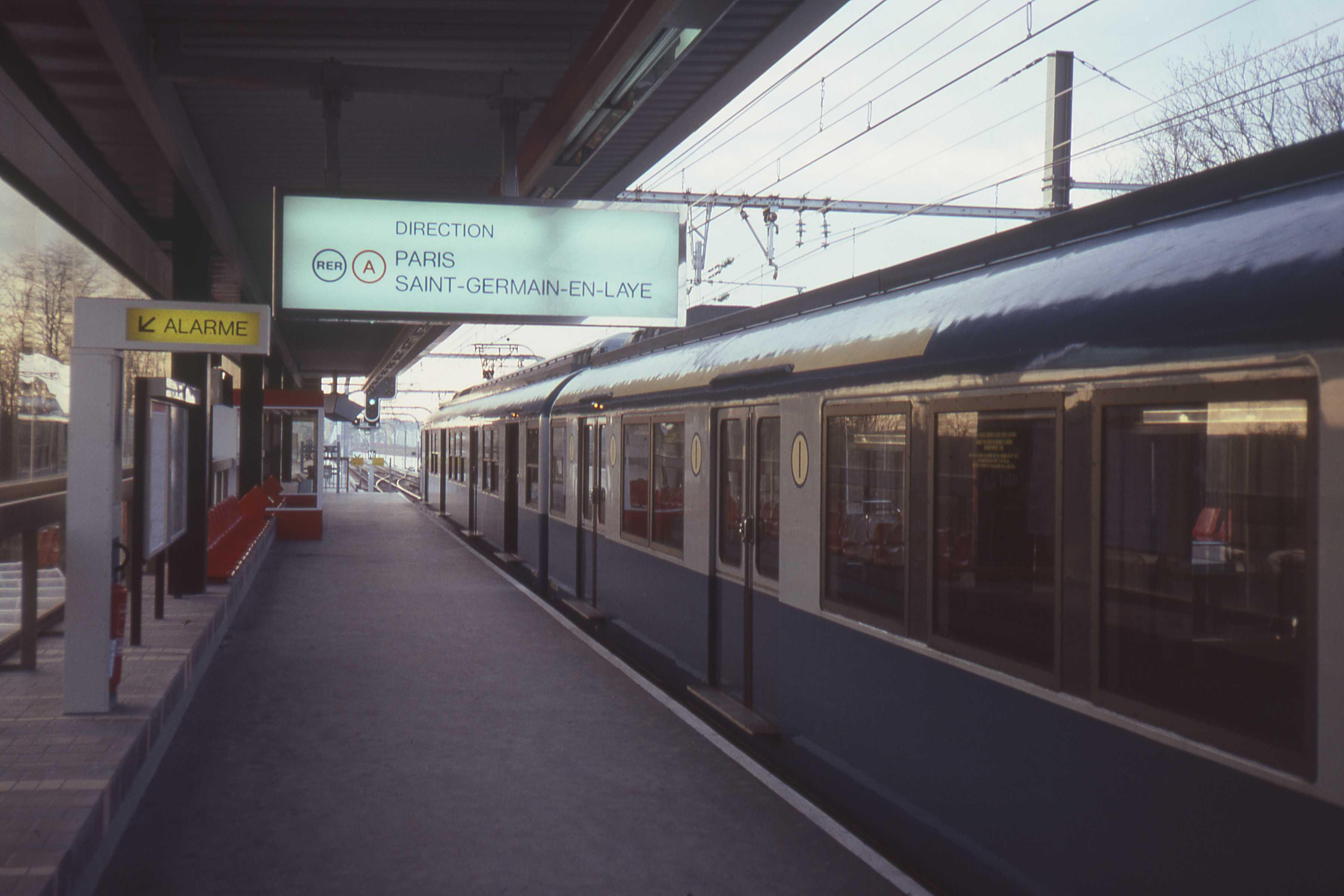
MS 61 en livrée d'origine à quai en direction de Paris en 1982 : la gare était alors le terminus de cette branche.